# Bruce Palmer (bassist)
Bruce Palmer (Liverpool (Nova Scotia), 9 september 1946 - Belleville, 1 oktober 2004) was een Canadees musicus. Hij speelde in formaties als Jack London & The Sparrows, The Mynah Birds en Buffalo Springfield, en bracht in 1971 een solo-album uit.

## Biografie
Palmers moeder was een kunstschilderes en zijn vader speelde in een orkest, waarschijnlijk als pianist (The New York Times) of violist (The Guardian). Hij leerde de beginselen op een gitaar in een muziekwinkel toen hij tien jaar oud was. Als tiener speelde hij in rhythm-and-blues en rock-'n-roll-bandjes in Toronto. Een ervan was de Britse invasie-band Jack London & The Sparrows die na het vertrek van Palmer nog een aantal hitsingles had in Canada.
In 1965 sloot hij zich aan bij The Mynah Birds met de toen nog niet doorgebroken funkartiest Rick James in de gelederen, en daarnaast Nick St. Nicholas die later bij Steppenwolf speelde. Vervolgens trad op Palmers verzoek zijn vriend Neil Young toe. Toen James werd gearresteerd vanwege het ontduiken van de dienstplicht, viel de band uit elkaar.

### Buffalo Springfield
Palmer en Young besloten hierop naar Los Angeles te reizen. Youngs doel was Stephen Stills te vinden, die hij kort ervoor had ontmoet, en hem te vragen om een band te formeren. Toen hun zoektocht in L.A. vergeefs was geweest, wilden ze afreizen naar San Francisco. Bij toeval reden ze Stephen Stills en Richie Furay tegemoet op de Sunset Boulevard. Toen ze Dewey Martin hadden aangetrokken als drummer, was de oprichting van Buffalo Springfield een feit.
Palmer speelde op het gehele debuutalbum mee, eveneens Buffalo Springfield (1967) genaamd. Hij had een belangrijk aandeel op dit album vanwege zijn krachtige en onderscheidenlijke basloopjes. In de band was hij minder opvallend en kenmerkte hij zich door geregeld met de rug naar het publiek te spelen en telkens uit beeld te zijn bij foto-opnames.
Bij de opnames van het volgende album liet hij het voor een deel afweten. De reden was dat hij in januari 1967 vanwege het bezit van marihuana werd opgepakt en het land werd uitgezet naar Canada. Hij werd kortstondig vervangen door Ken Koblun en Jim Fielder en wist in juni terug te keren naar Californië. Hierna werd hij aangehouden vanwege het overtreden van de maximumsnelheid, het rijden zonder rijbewijs en opnieuw vanwege drugsbezit. Nu viel het doek voor hem definitief en werd hij tot het uiteenvallen van de band in mei 1968 opgevolgd door Jim Messina.

### Solo en samenwerkingen
Een jaar later was Palmer een tijdje in beeld om de openstaande functie van bassist bij Crosby, Stills, Nash & Young in te vullen. Dit ketste echter na enkele oefeningen en opnames af, omdat het op tegenstand stuitte van Graham Nash en David Crosby. Twee opnames met Palmer zijn daarna nog wel in de boxset (1991) van CSN&Y verschenen.
Kort erop werd hem een platencontract aangeboden door MGM Records, waaruit zijn album The cycle is complete (1971) is voortgekomen. Daar is goed aan te horen dat hij ervoor nog vrijwel geen lied had gezongen en geen eigen werk had geschreven, omdat het grotendeels instrumentaal is. Het album bestaat uit vier nummers en is een geïmproviseerde mix van psychedelische rock, jazz en esoterische stijlen. Hij werd begeleid met zang en drumritmes van zijn voormalige bandgenoot Rick James. Verder werkte de psychedelische band Kaleidoscope mee.
Hierna was het langere tijd stil rond Palmer, tot hij aan het begin van de jaren tachtig live optrad met Neil Young en ook meewerkte aan diens album Trans (1982). Ook werkte hij enkele jaren later mee aan Youngs album This note's for you (1988). Aan het eind van de jaren tachtig speelde hij nog in de nieuw gevormde tribuutband Buffalo Springfield Revisited, waarin ook drummer Dewey Martin meespeelde.
Palmer overleed in oktober 2004 op 58-jarige leeftijd aan een hartaanval. Hij was getrouwd met Jill Vanderveen en had drie volwassen dochters.
- International Standard Name Identifier: 0000 0000 7379 4279
- Library of Congress Control Number: n95115144
- MusicBrainz: 8320161b-a8aa-4b40-9e6d-72700c2d31b5
- SNAC: w6h857cz
- Virtual International Authority File: 43557416
- WorldCat: E39PBJtrWFhPCQYqCvfdMBvfv3